# غرانت إم. هدسون
غرانت إم. هدسون هو سياسي أمريكي، ولد في 23 يوليو 1868، وتوفي في 26 أكتوبر 1955 في كالامازو في الولايات المتحدة. نشط حزبياً في الحزب الجمهوري. وقد انتخب عضو مجلس نواب ميشيغان ‏ وانتخب عضو مجلس النواب الأمريكي ‏.